# 商州区
商州区是中国陕西省商洛市所辖的市辖区，為市政府駐地。位于陕西省东南部，区政府驻地为南街，面积为2672平方公里，人口約48万人。

## 历史
西汉地属弘农郡，辖区相当于今河南省黄河以南、伊河以西及淅川、丹江流域。治所在弘农（今河南灵宝貌略镇北），领11县，在陕西境内的上洛、商县两县，大体相当于现今的商洛地域。上洛这一地名，因居洛河上游故名，战国时即有。汉朝忌水，将上洛改为上雒，包括今商州区、洛南县。
北周宣政元年（578年）改洛州为商州；治所设上格（今商州城）领上洛郡（含今商州、山阳、丹凤、商南4县及镇柞部分地域）；拒阳郡（今洛南地）。
元代商州先属安西路，后属奉元路管辖。
民国二年（1913年）废州改设商县（今商州区、丹凤县西南部）、洛南县（今洛南及丹凤县东北部）、柞水县（今柞水县西部及镇安县东北部），属关中道。
1949年5月，商洛地區各縣陸續解放，在商縣設置陝甘寧邊區陝南行政主任分署第工分區，轄商縣、雒南、商南、丹鳳、山陽、鎮安、柞水7縣。
1949年7月13日，商縣人民政府成立。1950年，改名陝西省商洛分區專員公署，仍轄以上7縣。
1955年，將縣人民政府更名為“縣人民委員會”。
1958年12月，撤銷丹風、柞水兩縣（丹風分屬商南和商縣轄，柞水與鎮安縣合併），商洛地區轄商縣、洛南、商南、山陽、鎮安5縣。1961年10月又恢復為7縣。
1964年9月，因“雒”字生闢，經國務院批准，改“雒”為“洛”，時稱商洛專區，行政公署駐商縣城。
1968年，商洛專員公署改稱為“商洛專區革命委員會”，各縣人民委員會易名為“縣革命委員會”。
1969年，商洛專區革命委員會改名為“商洛地區革命委員會”，
1978年；更地區名為商洛地區行政公署。
1981年元月，改縣革命委員會為縣人民政府。
1988年6月改商县为商州市。2002年1月改商州市为商州区。

## 人口
2020年末，商洛市第七次全国人口普查主要数据公报显示：商州区常住人口为472978人，男性人口占比51.23%，女性人口占比48.77%，年龄结构中0-14岁占比19.33%，15-59岁占比61.42%，60岁以上占比19.25%，65岁以上占比13.51%。

## 行政区划
商州区下辖4个街道办事处、14个镇：
城关街道、大赵峪街道、陈塬街道、刘湾街道、夜村镇、沙河子镇、杨峪河镇、金陵寺镇、黑山镇、杨斜镇、麻街镇、牧护关镇、大荆镇、腰市镇、板桥镇、北宽坪镇、三岔河镇、闫村镇、二龙山水库、南秦水库、二龙山国营林场、商丹循环工业园、荆河工业园、荆河农业示范园、高校园区、商洛职业技术学院和氟化硅产业业园。